# Симонов, Валентин Иванович
Валентин Иванович Симонов (8 марта 1930, Нижне-Чирская, Нижне-Волжский край — 2012) — советский и российский учёный-кристаллограф, лауреат премии имени Е. С. Фёдорова (1991).

## Биография
Родился 8 марта 1930 года в станице Нижне-Чирская (ныне — Волгоградской области).
В 1955 году — окончил физико-математический факультет Горьковского (Нижегородского) государственного университета на кафедре академика Н. В. Белова, под руководством которого обучался в аспирантуре Института кристаллографии РАН с 1955 по 1958 годы, где в дальнейшем и работал.
В 1958 году — защитил кандидатскую, а в 1971 году — докторскую диссертацию.
В 1981 году — присвоено учёное звание профессора.
В 1968 году возглавил созданное самостоятельное научное подразделение — сектор автоматизации структурных исследований, а в 1981 году сектор выполнил поставленные задачи и был преобразован в лабораторию прецизионных структурных исследований.
В 1982 году, после ухода из жизни Н. В. Белова лаборатория была включена в состав возглавлявшейся Беловым старейшей в стране лаборатории рентгеноструктурного анализа, и с 1984 года Симонов стал заведующим этой объединённой лабораторией.
С 1996 по 1998 годы — был исполняющим обязанности директора института.
В 2003 году — по его просьбе был освобожден от административных обязанностей и был переведен на должность главного научного сотрудника.
Валентин Иванович Симонов умер в 2012 году.

## Научная деятельность
Специалист в области структурной кристаллографии.
Внес вклад в создание и развитие методов этого раздела науки, в автоматизацию кристаллографических исследований и решение проблем структурной обусловленности физических свойств кристаллов. Создал современные суперпозиционные методы исследования атомного строения кристаллов по дифракционным данным, а также выдвинул и реализовал идея сочетания прямой интерпретации функции межатомных векторов с анализом коэффициентов Фурье разложения электронной плотности, что продвинуло решение центральной проблемы структурного анализа — уточнения фаз структурных амплитуд. Разработанные им методы были реализованы на ЭВМ и вошли в практику структурных исследований.
Методы, которые он развивал, всегда были направлены на решение конкретных структурных задач по кристаллическим материалам, представляющим интерес для физики твердого тела, химии, минералогии и материаловедения, на основе прецизионных исследований установлен на атомном уровне механизм ионного транспорта и характер атомных перестроек при фазовых переходах в супериониках, что позволило синтезировать новый тип кристаллов с высокой проводимостью по ионам лития, которые активно используются в автономных источниках электропитания.
Он сам и руководимый им коллектив внесли существенный вклад в понимание структурных механизмов фазового перехода в сверхпроводящее состояние высокотемпературных сверхпроводников, в исследования структурных особенностей биологически активных соединений: циклических пептидов (энниатин В, споридесмолид, валиномицин и др.), стероидных гормонов и их синтетических аналогов.
В 1978 году был избран членом Исполкома Международного союза кристаллографов, а с 1984 по 1987 годы был вице-президентом этой организации.
Параллельно в течение 12 лет являся соредактором журнала «Acta Crystallographica», а позднее избирался членом редколлегии старейшего кристаллографического журнала «Zeitschrift fur Kristallographie».
Под его руководством успешно защищено 23 кандидатские диссертации.

## Награды
- Орден «Знак Почёта»
- Медаль ордена «За заслуги перед Отечеством» II степени (1999)[1]
- Заслуженный деятель науки Российской Федерации (1995)[2]
- Премия имени Е. С. Фёдорова (совместно с Ю. Т. Стручковым, М. Ю. Антипиным, за 1991 год) — за цикл робот «Атомное строение неорганических и молекулярных кристаллов»